# Alcide
Alcide ist ein romanischer männlicher Vorname. Es handelt sich ursprünglich um einen Beinamen des Herakles, mit der Bedeutung „Nachfahre des Alkaios“ (Άλκαῖος), des Vaters der Alkmene und Großvaters des Zeus-Sohns. Der Name kommt auch als Familienname vor.

## Namensträger
- Alcide Berloffa (1922–2011), italienischer Politiker
- Alcide Côté (1903–1955), kanadischer Politiker
- Alcide De Gasperi (1881–1954), italienischer Politiker
- Alcide Dessalines d’Orbigny (1802–1857), französischer Naturwissenschaftler
- Alcide Djédjé (* 1956), Politiker der Elfenbeinküste
- Alcide Dusolier (1836–1918), französischer Schriftsteller und Politiker
- Alcide Le Beau (1873–1943), französischer Maler
- Alcide Legrand (* 1962), ehemaliger französischer Ringer
- Alcide Giuseppe Marina (1887–1950), italienischer Erzbischof und Diplomat des Heiligen Stuhls
- Alcide Nunez (1884–1934), US-amerikanischer Jazz-Musiker
- Alcide Pavageau (1888–1969), US-amerikanischer Jazz-Musiker
- Alcide Ponga (* 1975), französischer Politiker
- Alcide Railliet (1852–1930), französischer Tierarzt, Parasitologe und Hochschullehrer
- Alcide Vaucher (1934–2022), Schweizer Radrennfahrer und nationaler Meister im Radsport

### Familienname
- Evens Alcide (* 1992), Fußballspieler (Turks- und Caicosinseln)

## Bezeichnung von Schiffen
- HMS Alcide, mehrere Seefahrzeuge der britischen Marine

## Varianten
- Alcides (spanisch, portugiesisch)